# Handelsvertreterrecht
Das Recht der Handelsvertreter in § 84 bis § 92 Handelsgesetzbuch (HGB) regelt die Rechtsverhältnisse des Handelsstandes der Handelsvertreter durch spezielle Bestimmungen. Inhalt sind überwiegend Schutzbestimmungen für Handelsvertreter, vergleichbar mit der Intention des Mietrechtes, den wirtschaftlich schwächeren Marktteilnehmer gegenüber dem überwiegend stärkeren Vertragspartner zu schützen.

## Regelungsinhalte
Die einzelnen Abschnitte des Handelsvertretergesetzes gliedern im siebenten Abschnitt des ersten Buchs des HGB im Kern die Bestimmungen über unentgeltliche Musterüberlassung, Inkassovergütung, Bucheinsicht des Vertreters beim Anbieter, besondere Rechte und Pflichten der Durchführung sowie den Vergütungsanspruch des Vertreters nach Höhe und Fälligkeit (hier: die Provision) sowie die Kündigungs- und Ausgleichsregelungen bei einseitiger Beendigung der Vertretung.

### Wesentliche Pflichten des Handelsvertreters
- § 86 HGB regelt die Bemühungs- und Benachrichtigungspflicht. Der Handelsvertreter hat sich um die Vermittlung bzw. um den Abschluss von Geschäften zu bemühen, den vertretenen Unternehmer unverzüglich von seinen Abschlüssen zu unterrichten sowie die erforderlichen Nachrichten zu erteilen (Berichtspflicht) und die Pflichten eines ordentlichen Kaufmannes zu erfüllen. Das Interesse des Unternehmens ist dabei zu berücksichtigen. Dazu gehören die Beratung der Kunden, die korrekte Benennung von Preisen und Konditionen des Anbieters und ein wettbewerbsrechtlich einwandfreies Verhalten.
- § 90 HGB bestimmt die Geheimhaltungspflicht des Handelsvertreters.
- Pflicht zur Wettbewerbsenthaltung: Ein Wettbewerbsverbot ist nicht ausdrücklich im Gesetz aufgeführt, ergibt sich jedoch aus der allgemeinen Interessenwahrnehmungspflicht des Handelsvertreters und ist gemäß ständiger Rechtsprechung eng auszulegen. Der Vertreter darf das Unternehmen nicht durch die gleichzeitige Vertretung der Konkurrenz schädigen. Wettbewerbsverbote werden häufig vertraglich näher ausgestaltet. § 90a HGB stellt an die Vereinbarung einer nachvertraglichen Wettbewerbsabrede gewisse Voraussetzungen, nämlich Schriftform, zeitliche Begrenzung auf längstens zwei Jahre nach der Beendigung des Handelsvertreterverhältnisses, örtliche Begrenzung auf den dem Handelsvertreter ehemals zugewiesenen Bezirk oder Kundenkreis, gegenständliche Begrenzung auf Gegenstände bzw. den Bereich, um dessen Vermittlung sich der Handelsvertreter während der Vertragsdauer zu bemühen hatte und Zahlung einer Karenzentschädigung für die Dauer der Wettbewerbsbeschränkung. Dem BGH zufolge findet § 90a HGB auf Wettbewerbsabreden Anwendung, die zwar nach der formellen Beendigung des Handelsvertretervertrages vereinbart werden, über deren wesentlichen Elemente die Parteien sich jedoch schon während der Laufzeit des Handelsvertretervertrages geeinigt haben.[1]

### Wesentliche Rechte des Handelsvertreters
- § 86a HGB regelt das Recht des Handelsvertreters auf Unterlagen, wie Muster, Zeichnungen, Preislisten, Werbedrucksachen und Allgemeine Geschäftsbedingungen für die Vertretung sowie die Pflicht des Anbieters den Vertreter unverzüglich zu unterrichten, wenn er Geschäfte voraussichtlich nur in erheblich geringerem Umfange als vermittelt abschließen kann oder will.
- § 87 HGB regelt den Anspruch des Handelsvertreters auf Provision für alle während des Vertragsverhältnisses abgeschlossenen Geschäfte, die auf seine Tätigkeit zurückzuführen sind. Der Provisionsanspruch des Handelsvertreters entsteht aufschiebend bedingt bereits mit Abschluss des Vertrages zwischen dem Anbieter und dessen Kunden. Zu diesem Zeitpunkt ist die Provisionsforderung nach Grund und Berechnungsfuß bereits festgelegt. Nur wenn endgültig klar ist, dass der Kunde gar nicht zahlt, verfällt die Provision. Muster-Handelsvertreterverträge der Industrie und Handelsunternehmen verweigern die Provision, bis der Kunde vollständig gezahlt hat. Reklamationsbearbeitung bei Schlechtlieferung seines Anbieters und die Folge von Zahlungsverzögerungen werden auf diese Weise gerne auf den wirtschaftlich schwächeren Handelsvertreter abgewälzt, so dass der Anbieter zu dem Vorteil der Kostensenkung z. B. durch mangelhafte Fachkräfte oder preiswerteres Material auch noch die Provision einspart. Der Handelsvertreter soll auf seine Kosten (d. h. ohne sich in dieser Zeit um neue Geschäfte kümmern zu können) den Kunden zum Zahlen bewegen. Hierbei ist zu beachten, dass eine solche Regelung den Handelsvertreter unbillig in die Leistungserbringung des Unternehmens einbezieht, obwohl dieser keinerlei Einfluss darauf hat. Der Provisionsanspruch geht auch nicht verloren, wenn der Anbieter nicht liefert oder anders als vereinbart liefert, schlechter liefert oder an Dritte liefert, so dass der Kunde seinerseits verzögert oder gemindert zahlt bzw. der Anbieter selbst mit dem bereits gewonnenen Kunden die Liefervereinbarungen neu verhandelt. Diese Rechtsauffassung wird durch die ständige Rechtsprechung und höchstrichterliche Urteile des BGH gestützt: Vom Anbieter selbst zu vertretende Umstände sind demnach zum Beispiel:

- Verspätete Lieferung,
- Schlechtlieferung und Retouren,
- Wunsch des Kunden nach Stornierung oder
- Risiko der Selbstbelieferung und der Arbeitskräfte.

Im Baubereich, im Textil- und im Medienbereich haben bereits kleine Mängel oft zur Folge, dass Kunden nicht oder verzögert zahlen. Diese Konstellation kann schnell existenzbedrohend für den Handelsvertreter werden, während Kunde und Anbieter gegebenenfalls jahrelange Rechtsstreitigkeiten eingehen. Einzig wenn feststeht, dass der Kunde überhaupt nicht zahlt (zahlungsunfähig ist), verfällt die Provision, und der Vorschuss ist vom Handelsvertreter zurückzuzahlen.
Außerdem wird bestimmt, dass Provision für Geschäfte der gleichen Art beansprucht werden kann. Diesen Kundenschutz umgehen viele Anbieter, indem sie die Mitwirkungspflicht des Vertreters vollumfänglich regeln. Gemäß höchstrichterlicher Rechtsprechung wirkt sich bereits eine geringfügige Mitwirkung des Handelsvertreters provisionsauslösend aus. So auch wenn bei einem gemeinsamen Besuch mit der Geschäftsführung keine besondere Mitwirkung des Vertreters im Verkaufsgespräch zu erwarten ist. Sollte das Unternehmen bereits eine hohe Bekanntheit besitzen oder nahezu den ganzen Markt im Kundendatenbestand haben (überschaubare Investitionsgütermärkte), wird auf diese Weise verhindert, dass Provisionen für bereits entwickelte Kundenkontakte fällig werden. Provisionen werden dann nur willkürlich fällig, da der Anbieter entweder belegen kann, dass er den Kunden bereits kannte, mit ihm schon einmal einen gleichartigen Kontakt hatte oder der Vertreter ein Detail der Vertragsgestaltung nicht selbst verhandelt hat.
- § 87a HGB regelt die Fälligkeit von Provision und Vorschuss, spätestens mit Ausführung des Geschäfts durch den Unternehmer. Der Unternehmer hat zumindest einen angemessenen Vorschuss zu zahlen, welcher spätestens am letzten Tag des folgenden Monats fällig ist.
- § 87b HGB regelt den Anspruch auf Bezirksprovisionen und die Teilung der Provision bei Beteiligung mehrerer Unternehmensvertreter sowie die Höhe der Provision, sollte diese nicht geregelt sein (hier gilt dann die verkehrsübliche Provision). Auch der Abzug von Skonti, Fracht, Verpackung, Zoll und  Steuern dürfen sich nicht provisionsmindernd auswirken. Auch die automatische Folgeprovision wird hier (in Satz 3) geregelt. Vor allem wenn keine schriftlichen Handelsvertreterverträge geschlossen werden und ein sog. Freier Mitarbeiter unzureichend abgesichert verkauft, greift hier der Schutzcharakter des HGB.
- § 87c HGB regelt den Anspruch des Vertreters auf einen Buchauszug. Er kann ggf. sogar die Bücher des Anbieters, für den er tätig ist, einsehen. Zudem hat er ein umfassendes Auskunftsrecht über die Umstände, welche seine Abrechnung betreffen. Hier wird ebenfalls geregelt, dass die Provisionsabrechnung unverzüglich, spätestens bis zum Ende des nächsten Monats, zu erfolgen hat.
- § 87d HGB bestimmt, dass dem Vertreter Aufwendungen seines Geschäftsbetriebes erstattet werden müssen, falls dies branchenüblich ist. Dies kann aber einzelvertraglich z. B. für Marktforschungsaufwand, Messebeteiligung, erhöhte Reise- und Repräsentationskosten für A-Kunden oder auch Bürokosten vereinbart werden. Ein Problem ergibt sich allerdings daraus, dass vor allem in der Investitionsgüterindustrie Planungs-, Evaluierungs- und Schulungsarbeiten des HV teilweise üblich sind, die dementsprechende gesonderte Vergütung jedoch vom Hersteller dem Eigeninteresse des HV (Stichwort „Kundenpflege“) zugewiesen wird, so dass eine fixe Vergütung für diese an sich vermittlungsunabhängigen Dienste mit dem Hinweis verwehrt werden kann, dass gerade die gesonderte Bezahlung ja nicht branchenüblich sei. Hier steht dann der HV in der Beweislast und müsste belegen, dass eben doch eine Mehrzahl von Konkurrenten ihren HV solche Sonderleistungen z. B. per Fixum vergüten. Ein Blick in die Honorarordnung für Architekten und Ingenieure (HOAI) mag hier als Anhalt für die Berechnung von solchen Vorarbeiten dienlich sein. Hierbei ist zu beachten, dass dadurch keine organisatorische Eingliederung des selbständigen Handelsvertreters entstehen darf (Gefahr der Scheinselbstständigkeit).
- § 89 und § 89a HGB regeln die Kündigungsfristen und -Bedingungen des Handelsvertretervertrages.
- § 89b HGB regelt den Ausgleichsanspruch des Handelsvertreters. Wird der Handelsvertreter vom Anbieter regulär gekündigt, hat er Anspruch auf Ausgleichszahlung, wenn der Anbieter aus seiner früheren Tätigkeit erhebliche Vorteile zieht.
- § 90a HGB begrenzt die maximale Dauer eines Wettbewerbsverbotes nach Beendigung der Zusammenarbeit auf zwei Jahre. Dieses darf sich zudem nur auf den dem Handelsvertreter zugewiesenen Bezirk oder Kundenkreis und nur auf die Gegenstände erstrecken, hinsichtlich deren sich der Handelsvertreter um die Vermittlung oder den Abschluss von Geschäften für den Unternehmer zu bemühen hatte. Der Anbieter ist zudem hiernach verpflichtet, dem Handelsvertreter für die Dauer der Wettbewerbsbeschränkung eine angemessene Entschädigung zu zahlen.
- § 91a HGB regelt die Vollmacht des nicht bevollmächtigten Vertreters (Vermittlungsvertreter) in der Art, dass Geschäfte dennoch als gültig vereinbart gelten, wenn der Unternehmer nicht unverzüglich, nachdem er vom Inhalt des Geschäftes erfahren hat, das Geschäft ablehnt.
- § 92 HGB regelt bestimmte Ausnahmen von vorstehenden Normen für Versicherungs- und Bausparkassenvertreter sowie für Nebenberufler (unter § 92b HGB) und für EU-Vertretungen (unter § 92c HGB)

## Vertretungsbefugnisse
Die verschieden ausgestalteten Handlungsvollmachten der Handelsvertreter schlagen sich in einer einheitlichen Begriffsbestimmung für die Aufgabenbeschreibung eines Handelsvertreters nieder:

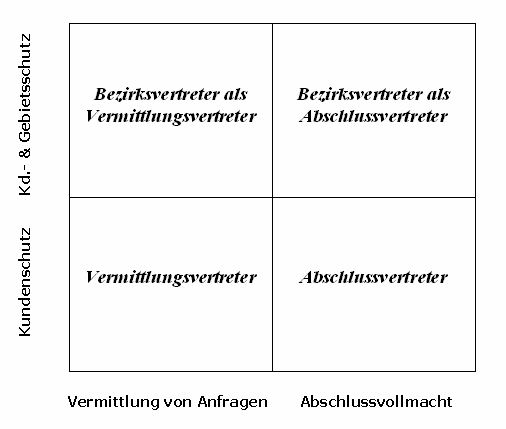
Einfache Matrixdarstellung der möglichen Vertretungsvereinbarungen gem. HGB § 84 ff. in Deutschland

Im Regelfall, wenn der Hersteller oder Importeur selbst vor Ort präsent ist, werden mittlere Kompetenz- und Verantwortungsvereinbarungen geschlossen. Die Vielfalt der Möglichkeiten ist oft dem Unternehmer selbst nicht bekannt, so dass ein Zurückgreifen auf sog. „Musterverträge“ höchst fahrlässig ist.

### Vermittlungsvertreter
Besorgung von Aufforderungen zur Abgabe eines Angebotes aus dem Markt (Kundenanfragen) mit dem Recht des Anbieters unter Verlust der Provision für den Vertreter diese Aufträge abzulehnen und selbst oder durch Dritte mit dem Kunden andere, für den Vermittlungsvertreter nicht provisionspflichtige Verträge abzuschließen. Der Handelsvertreter darf nicht rechtsgültig abschließen, also keine Willenserklärung für den Anbieter abgeben. Der Kundenschutz gem. § 87 Satz 1 HGB wird häufig umgangen, indem die Mitwirkungspflicht besonders umfassend geregelt wird. Solche Verträge werden von vielen Unternehmen ihren „selbständigen“ Handelsvertretern in Musterverträgen von der IHK oder dem Justiziar des Anbieters vorgelegt.

### Abschlussvertreter
Abgabe von rechtsgültigen Willenserklärungen für den Anbieter, mit der Folge, dass der Anbieter die Vertragserfüllung nur im Ausnahmefall ablehnen kann, z. B. bei mangelnder Solvenz des vermittelten Kunden oder Lieferengpässen, die dem Vertreter rechtzeitig bekannt waren. Da der Vertreter hier allerdings keinen Bezirksschutz genießt, kann der Anbieter jederzeit unter Verlust der Provision für den Vertreter selbst oder durch Dritte mit den Kunden ähnliche oder andere Verträge sowie Folgeaufträge abschließen (lassen). Diese Vertragsform ist mehr theoretischer Natur und lebenspraktisch von eher untergeordneter Bedeutung.

### Bezirksvertreter als Vermittlungsvertreter
Besorgung von Aufforderungen zur Abgabe eines Angebotes aus dem Markt (Kundenanfragen) mit dem Recht des Vertreters auf Provision, selbst oder durch Dritte mit Kunden im bestimmten Bezirksschutz zu verhandeln. Der Handelsvertreter erhält so eine für ihn betriebswirtschaftlich günstige Stellung, da er für alle direkten und indirekten Aufträge aus seinem Bezirk Provision erhält, unabhängig davon, ob er an dem Auftrag mitgewirkt hat oder nicht. Dem Unternehmer verbleibt jedoch das Recht angebotene Aufträge z. B. bei Lieferengpässen abzulehnen oder die Konditionen nachzuverhandeln. In der Praxis werden für gut eingeführte Bezirke Ablösesummen bezahlt, die sich der Höhe nach an dem Betrag orientieren, die dem Vorgänger im Bezirk als Ausgleich nach § 89 b HGB bezahlt wurden. Im Gegenzug werden die vom Vorgängervertreter geworbenen Neukunden dem Nachfolger der die Ablösesumme zu zahlen hat, als dessen Neukunden vertraglich garantiert (sog. Neukundenklauseln).

### Bezirksvertreter als Abschlussvertreter
Besorgung von Aufforderungen zur Abgabe eines Angebotes aus dem Markt und Abgabe von rechtsgültigen Willenserklärungen für den Anbieter, ohne dessen Recht selbst mit Kunden im bestimmten Gebiet verhandeln zu dürfen. Dieser Handelsvertreter genießt also sowohl einen Gebietsschutz, als auch das Privileg für den Anbieter gültige Willenserklärungen (Zusagen) gegenüber dem Kunden treffen zu können. Häufig handelt es sich bei diesen Handelsvertretungen um juristische Personen mit eigenen, schlechter gestellten Untervertretern.
Diese Konstellation wird ein Anbieter wählen, wenn der Markt nicht genug qualifizierte Handelsvertreter hergibt, die bereit sind beispielsweise ein größeres Gebiet auf eigene Kosten ohne entsprechende Sicherheiten zu erschließen oder wenn ein ausländisches Unternehmern mit einem Handelsvertreter enormen Vertrauens auf die vollkommene Neuentwicklung eines ihm unbekannten Marktes angewiesen ist und der Handelsvertreter erhebliche Mittel in Werbung und Marktforschung für den Vertrieb seines Herstellers oder Importeurs investiert. Manchmal werden auch laufende Gebühren für die Anzahl der potentiellen Kunden (Branchenteilnehmer) im Vertretungsgebiet vereinbart (z. B. bei Softwareanbietern). In diesem Fall ist der Handelsvertreter als juristische Person der eigentliche Anbieter und der Hersteller stellt beispielsweise das Produkt (z. B. Software) ohne weitere Bezugskosten zur Verfügung. Auch hochqualifizierte Vertreter mit Sachverständigenfunktion oder Vertreter, die eigene Patente vermarkten lassen sich vom Anbieter selten die Abschlussvollmacht nehmen. Der Anbieter darf zwar selbst auch verkäuferisch tätig sein, muss dem Vertreter jedoch für jedes Geschäft in seinem Gebiet die Provision zahlen. In solchen Fällen können auch die Provisionen enorm nach oben abweichen.
Diese Vereinbarung ist im regulären Vertriebsgeschäft eher selten und setzt zwingend voraus, dass der Handelsvertreter sein Gebiet gepachtet oder erworben hat und der Anbieter jederzeit lieferfähig ist. Häufig werden solche Bezirke, ähnlich dem Bezirksvertreter als Vermittlungsvertreter als immaterieller Unternehmenswert gehandelt und bei der Betriebsbewertung der Handelsvertretung gesondert bilanziert. Normalerweise werden zumindest die Marktforschung und Imagewerbung vom Hersteller oder Importeur betrieben. Dieser Vertreter trägt auch derartige Kosten überwiegend selbst. Ein solcher Handelsvertreter wird es sich verbieten, dass der Hersteller oder Importeur (ggf. sogar ohne hinreichende Marktkenntnis) selbst oder durch Dritte mit Kunden in Kontakt tritt.

## Bedeutung eines neutralen Vertragswerkes
Handelsvertreterverträge bedürfen einer noch sorgfältigeren Planung als Dienstverträge, da sich hier zwei selbständige Unternehmer gegenüberstehen, die z. T. gegenläufige Interessen unter den Schutzbestimmungen des Gesetzgebers für eine der beiden Parteien, den Handelsvertreter zu beachten haben. Oftmals sind sich handelseinig gewordene KMU-Parteien jedoch gar nicht bewusst, dass sie einen Handelsvertretervertrag geschlossen haben, weil sie entweder keine Schriftform wählen oder aber davon ausgehen, dass eine einfache freie Mitarbeit keiner besonderen Regelung bedürfe. Tatsächlich regelt jedoch § 84 Abs. 2 HGB:
“Wer, ohne selbständig im Sinne des Absatzes 1 zu sein, ständig damit betraut ist, für einen Unternehmer Geschäfte zu vermitteln oder in dessen Namen abzuschließen, gilt als Angestellter.”
Der Gesetzgeber kennt schlichtweg keine Arbeitsvereinbarungen, die nicht entweder im besonderen Schuldrecht (§ 433 bis § 853 BGB mit den Bestimmungen für Angestellte unter §§ 611 ff. BGB) oder eben im Handelsrecht als spezielles Gebiet des Privat-(Zivil)rechts geregelt sind (hier gem. §§ 84 ff. HGB).
Mustertexte von Interessenvertretungen der Industrie, welche kein Interesse an breiten Schutzbestimmungen der Handelsvertreter haben, legen die gesetzlichen Gestaltungsmöglichkeiten des Vertragswerkes hierbei i. d. R. zum Nachteil des Vertreters aus. Es ist keinesfalls so, dass ein Handelsvertreter die bequemste Lösung für einen Anbieter darstellt. Die landläufige Meinung, dass Anbieter mit der Beschäftigung von Handelsvertretern ihr Geschäft ohne Risiko unternehmen können und nur zahlen müssen, wenn der Kunde auch zahlt, ist beispielsweise so nicht korrekt. Werden Verträge geschlossen, die Handelsvertreterrechte ausschließen sollen, kann in der Regel von sittenwidrigen und somit ungültigen Klauseln ausgegangen werden. In diesen Fällen kommt regelmäßig die Vereinbarung zum Tragen, die als verkehrsüblich angesehen wird. Das lebenspraktische Ergebnis bei Empfehlungen der IHKs richtet sich regelmäßig nach den Interessen der sie tragenden Industriebetriebe und eben nicht nach dem Geist des vom Gesetzgeber als Schutzrecht geschaffenen Handelsvertreterrechtes.
Das Phänomen ist auch im Wohnungsmarkt bekannt, in dem Musterverträge des Vereines „Grund und Boden“ bis an den Rand der juristisch vertretbaren Zumutung für den Mieter gehen und die „Mietervereine“ entsprechend versuchen, ausgleichende Texte im Sinne des vom Gesetzgeber gedachten Mieterschutzes zu publizieren. Von Maklern, die in der Regel auf die Auftragsbereitschaft der Wohnungswirtschaft angewiesen sind, werden denn auch in Folge fast ausnahmslos ebensolche „vermieterfreundliche“ Entwürfe verwendet, genauso, wie von IHKs häufig „herstellerfreundliche“ Handelsvertreterverträge publiziert werden.

### Anbieterinteressen
Die gesetzliche Provisionspflicht wird vor allem bei attraktiven Investitionsgüterkunden lebenspraktisch in der Art umgangen, dass der Hersteller die vom Vermittlungsvertreter vorgeschlagenen Aufträge einmalig annimmt und dann mit eigenen Kräften (z. B. Callcenter, Sekretärin, Geschäftsführer) über andere Leistungen neu verhandelt. Da es sich hierbei nicht mehr um sog. gleichartige Geschäfte handelt, muss keine Provision mehr gezahlt werden – der Vertreter soll nur mehr immer neue Kunden gewinnen und wird zum Beispiel für die Akquisition von Analysewerkzeug eingesetzt und der Hersteller spricht den so gewonnenen Kunden dann auf Rationalisierungsinvestitionen an, die nicht im Vertrag des Vertreters stehen. Im Versicherungsgewerbe sind derartige Vertretungsregelungen allerdings die Regel und werden die schutzbedürftigen Vertreter z. B. dadurch belastet, dass ihnen hohe Fixkosten für Bürokostenbeteiligung, Schulungen oder Werbegeschenke sowie überhöhte Stornoreserven in Rechnung gestellt werden (siehe z. B. AWD).

### Vertreterinteressen
Auch der Handelsvertreter kann, zumal bei vorteilhaften Verträgen mit Gebietsschutz durch mäßiges Bemühen versuchen seinen (Zeit-)Gewinn zu maximieren. Da sämtliche Geschäfte im geschützten Gebiet provisoniert werden, gleichgültig ob und wie intensiv die Kunden angesprochen werden, besuchen manche Bezirksvertreter Kunden kaum mehr um Folgeaufträge zu akquirieren, sondern sind ihrerseits an neuen Kunden interessiert, um an zahlreichen Folgeaufträgen zu partizipieren. Dies entspricht im Grunde auch dem Geiste des Handelsvertretergesetz, das keine Betreuungsaufgaben und Servicearbeit vorsieht, sondern die Auftragsgewinnung zur zentralen Tätigkeit macht.
Häufig sind jedoch lebenspraktisch nur Folgeaufträge zu gewinnen, wenn der Kunde von seinem Vertreter auch betreut und bei Problemen beraten wird. Hier muss ein fairer Interessenausgleich zwischen Vertreter und Anbieter stattfinden, in der Art, dass geschulte Innendienstkräfte via Callcenter oder Servicetechniker im Außendienst die Kundenbetreuung sicherstellen. Dennoch ist regelmäßig festzustellen, dass Bezirksvertreter auch diese Aufgaben wahrnehmen und dem Anbieter dafür sogenannte „Kostenpauschalen“ in Rechnung stellen. Dies stellt arbeitsrechtlich grundsätzlich ein Problem dar und führt faktisch auch ohne das Wissen der beteiligten Parteien grundsätzlich zu zusätzlichen sozialversicherungspflichtigen Arbeitsverträgen zwischen Anbieter und Vertreter, sofern diese Leistungen mehr als geringfügig und nicht nur administrativer Natur sind (z. B. reine Serverbetriebskosten für eine Knowledge-Datenbank des Vertreters).